# Sandra Borch
Sandra Borch (Lavangen, 23 april 1988) is een Noors politica van Senterpartiet. Sinds oktober 2021 is zij minister van Landbouw en Voeding in het kabinet van Jonas Gahr Støre. 

## Biografie
Borch werd geboren in Lavangen in de toenmalige fylke Troms in het uiterste noorden van Noorwegen. Ze ging naar het voortgezet onderwijs in Salangen., waarna ze rechten studeerde aan de Universiteit van Tromsø. In 2014 behaalde zij daar haar master.